# Antonio Capuano
Antonio Capuano (Napoli, 9 aprile 1940) è un regista, sceneggiatore, drammaturgo e scenografo italiano.
Parallelamente alle proprie attività artistiche, svolgeva la mansione di docente titolare della cattedra di Scenografia all'Accademia di belle arti di Napoli.

## Biografia
Dopo una lunga gavetta in televisione come scenografo (tra le altre cose, la serie televisiva Sheridan, squadra omicidi), ha esordito nel mondo del cinema nel 1991 con il lungometraggio Vito e gli altri, un film sulla difficile vita dei bambini di strada a Napoli, vincitore della ottava edizione della Settimana Internazionale della Critica al Festival di Venezia. Il successo arriva nel 1996 con il film Pianese Nunzio, 14 anni a maggio, che narra la storia di un parroco che si lega fortemente al suo giovane chierichetto fino a instaurare con lui un rapporto che travalica il semplice affetto, sfociando in una vera e propria passione amorosa.
Successivamente dirige altri film come Polvere di Napoli (1998) e Luna rossa (2001), che gli vale la Nomination Leone d'oro alla 58ª Mostra internazionale d'arte cinematografica di Venezia. Un altro film di successo è La guerra di Mario (2005), con il quale Capuano vince il Premio dei critici al David di Donatello 2006. Seguono Giallo? (2009), L'amore buio (2010), Bagnoli Jungle (2015), Achille Tarallo (2018) e Il buco in testa (2020). Nel 2022 riceve il David speciale.

## Filmografia

### Cinema

#### Regista e sceneggiatore
- Vito e gli altri (1991)
- L'unico paese al mondo (1994) – cortometraggio (episodio senza titolo)
- Pianese Nunzio, 14 anni a maggio (1996)
- I vesuviani (1997) – episodio Sofialorèn
- Polvere di Napoli (1998)
- Luna rossa (2001)
- La guerra di Mario (2005)
- Giallo? (2009)
- L'amore buio (2010)
- Venice 70: Future Reloaded (2013) – documentario (episodio senza titolo)
- Bagnoli Jungle (2015)
- Achille Tarallo (2018)
- Il buco in testa (2020)

#### Produttore
- Giallo? (2009)
- Bagnoli Jungle (2015)

#### Direttore della fotografia
- Giallo? (2009)
- Bagnoli Jungle (2015)

#### Attore
- Westmoreland Naples (1996), regia di Pietro Baldoni, Marcello Garofalo, Vittorio Guida – cortometraggio

### Televisione

#### Scenografo
- Albertina (1971) – film TV
- Lungo il fiume e sull'acqua (1973) – miniserie TV, 5 episodi
- La quinta donna (1982) – miniserie TV, 3 episodi
- Il fascino dell'insolito (1982) – serie TV, 1 episodio

## Riconoscimenti
- David di Donatello
  - 2006 – Candidatura al miglior regista per La guerra di Mario
  - 2006 – Premio Film Commission Torino Piemonte per La guerra di Mario
  - 2022 – David speciale
- Nastro d'argento
  - 1992 – Miglior regista esordiente per Vito e gli altri
  - 2002 – Candidatura al regista del miglior film per Luna rossa
  - 2007 – Candidatura alla miglior sceneggiatura per La guerra di Mario
  - 2011 – Candidatura alla miglior sceneggiatura per L'amore buio
  - 2021 – Candidatura al miglior regista per Il buco in testa
- Festival di Venezia
  - 2001 – In concorso per il leone d'oro per Luna rossa